# ولانتن پورت
ولانتن پورت (فرانسوی: Valentin Porte‎؛ زادهٔ ۷ سپتامبر ۱۹۹۰) بازیکن هندبال اهل فرانسه است.